# ぞうきん (BAKUの曲)
「ぞうきん」は、BAKUの2枚目のシングルである。1991年2月1日発売。発売元はポリスター。

## 概要
- 雑巾に転用された古タオルを擬人化したユニークな曲。ミュージックビデオは学校を舞台にドラマ仕立てで製作された。
- アルバム『聞こえる 〜Power of Dreams〜』にはカップリング曲「精一杯の想い」とともにリミックス・バージョンが収録されている。
- オリコンチャートでは初となるトップ10入りを記録。彼らの代表曲の一つとなる。

## 収録曲
1. ぞうきん
2. 精一杯の想い